# Erophaca baetica
Erophaca baetica é uma espécie de planta com flor pertencente à família Fabaceae. 
A autoridade científica da espécie é (L.) Boiss., tendo sido publicada em Voy. Bot. Espagne 2: 177 (1840).
Os seus nomes comuns são alfavaca-dos-montes, alfavaca-silvestre, erva-canudo ou tremoção.

## Portugal
Trata-se de uma espécie presente no território português, nomeadamente os seguintes táxones infraespecíficos:
- Erophaca baetica subsp. baetica - presente em Portugal Continental. Em termos de naturalidade é nativa da região atrás referida. Não se encontra protegida por legislação portuguesa ou da Comunidade Europeia.